# Filipe, Príncipe de Portugal
D. Filipe de Portugal (Évora, 25 de março de 1533 - Lisboa, 29 de abril de 1539), foi um Infante de Portugal e depois Príncipe herdeiro de Portugal, sexto filho do rei João III de Portugal e de Catarina de Áustria.

## Biografia
Nasceu no Paço de São Francisco, em Évora, onde então se encontrava a Corte, a 25 de março de 1533. Segundo o cronista de João III, Francisco de Andrada, não constavam informações acerca do seu baptismo em nenhuma escritura, que, provavelmente, terá ocorrido na Capela Real do mesmo paço.
Com a morte do seu irmão mais velho, o príncipe Manuel, a 14 de abril de 1537, foi jurado Príncipe herdeiro de Portugal.
Faleceu no Paço da Ribeira, em Lisboa, a 29 de abril de 1533, com apenas 6 anos de idade, facto que mergulhou a Corte e o Reino em profundo luto e consternação e, em especial, os monarcas, que no jovem príncipe tinham boas esperanças de sucessão.  Finalizadas as cerimónias fúnebres, foi o seu corpo acompanhado ao anoitecer do mesmo dia pelo deão da Capela Real, duque de Bragança, marquês de Vila Real, arcebispos, bispos e demais fidalgos e sacerdotes da Corte com grande quantidade de tochas acesas ao Mosteiro dos Jerónimos, onde foi sepultado. No dia seguinte, o rei permaneceu retirado e sozinho, ordenando que não se mudasse o vestuário, chegando-lhe a notícia da morte da sua irmã, a imperatriz Isabel de Portugal, três dias depois. Por sua morte, o título de príncipe herdeiro recaiu sobre o seu irmão mais novo, o infante João Manuel.
Jaz no mesmo túmulo onde repousa o seu irmão Afonso, podendo ler-se o seguinte epitáfio em latim: «Cernitur hoc duplici lacrymari Principe marmor, Durior heu teneris marmore Parca tulit. Ah! Puer Alfonsus latet hîc sociante Philippo, Proh Regum soboles, quàm attenuata jaces!»